# Yonkers
Yonkers er en by i Westchester County i delstaten New York. I 2010 havde byen et indbyggertal på 195.976, hvilket gør byen til den fjerdestørste i delstaten efter New York City, Buffalo og Rochester. Byens sydlige grænse er placeret mod New York City-bydelen The Bronx. Byen er en del af New Yorks storbyområde og er på sit nærmeste punkt blot 3 kilometer fra Manhattan.

## Venskabsbyer
- Albanien: Kamëz
- Ukraine: Ternopil

## Kendte personer fra Yonkers
- Ella Fitzgerald († 1996), jazzsanger, voksede op i Yonkers
- Floyd Patterson († 2006), voksede op i Brooklyn og New Paltz (New York), flyttede fra Yonkers i 1965[1]
- Lawrence Ferlinghetti, digter, født i Yonkers († 2021)
- Jon Voight (1938-), skuespiller, født i Yonkers
- Steven Tyler (1948-), musiker, sangskriver, flyttede til Yonkers som 9-årig[2][3][4]
- Antony Blinken (1962-), politiker, udenrigsminister i Regeringen Joe Biden, født i Yonkers
- Earl Simmons (1970-2021), bedre kendt som "DMX", rapper, skuespiller, voksede op i Yonkers
- Tommy Dreamer (1971-), professionel wrestler, født i Yonkers
- James Blake (1979-), tennisspiller, født i Yonkers

## Eksterne links
- Wikimedia Commons har flere filer relateret til Yonkers
- Yonkers officielle website
- Yonkers Historical Society Arkiveret 10. april 2009 hos  Wayback Machine
- Hudson River Museum

40°56′29″N 73°51′52″V / 40.94139°N 73.86444°V